# سدیم دودسیل‌بنزن‌سولفونات
سدیم دودسیل‌بنزن‌سولفونات (به انگلیسی: Sodium dodecylbenzenesulfonate) با فرمول شیمیایی C۱۸H۲۹NaO۳S یک ترکیب شیمیایی است. که جرم مولی آن ۳۴۸٫۴۸ g/mol می‌باشد. 